# خافيير إروريتا
خافيير إروريتا (بالإسبانية: Javier Irureta) مواليد 1 أبريل 1948 في إرون، هو لاعب كرة قدم إسباني دولي سابق كان يلعب كمهاجم. لعب خلال مسيرته 392 مباراة سجل خلالها 84 هدفاً.

## المسيرة الاحترافية

### أندية لعب لها
- ريال يونيون
- أتلتيكو مدريد
- أتلتيك بيلباو

## روابط خارجية
- خافيير إروريتا على موقع الاتحاد الأوربي (الإنجليزية)
- خافيير إروريتا على موقع قاعدة بيانات كرة القدم.إي يو (الإنجليزية)
- خافيير إروريتا على موقع ناشيونال فوتبول تيمز (الإنجليزية)
- خافيير إروريتا على موقع عالم كرة القدم.نت (الإنجليزية)

Error: Invalid line "[[جيسوس Aranguren|Aranguren]][[:en:Jesús Aranguren|<sup class="reference noprint" title="Jesús Aranguren" style="margin-right:3px;">[الإنجليزية]</sup>]][[تصنيف:صفحات بها وصلات إنترويكي]][[تصنيف:صفحات بها وصلات مقالات للترجمة من الإنجليزية]] 1986 to 88" at قالب:مدربو لوغرونيس